# 费尔德贝格森兰德沙夫特
费尔德贝格森兰德沙夫特（德語：Feldberger Seenlandschaft，意为“费尔德贝格的湖景”）是德国梅克伦堡-前波美拉尼亚州的市镇，隶属于梅克伦堡湖区县。总面积为201.15平方千米，截至2023年12月31日总人口为4,460人。